# Día del Veterano y de los Caídos en la Guerra de Malvinas
El Día del Veterano y de los Caídos en la Guerra de las Malvinas es una fecha de conmemoración de Argentina en la que se recuerda y homenajea todos los 2 de abril a quienes dieron la vida defendiendo la soberanía sobre las islas Malvinas.
Fue sancionado por la ley 25 370 el 22 de noviembre de 2000 y declarado oficial desde el 15 de diciembre del mismo año. Desde el 30 de junio de 2006 es un feriado nacional inamovible, por lo cual no puede ser trasladado al lunes anterior o siguiente para conformar un fin de semana largo.

## Historia y fecha
La elección de esta fecha se debe a que el 2 de abril de 1982 las Fuerzas Armadas Argentinas desembarcaron en las islas Malvinas, en lucha por la recuperación del territorio, arrebatado por fuerzas británicas en el año 1833. En este día, se rinde homenaje a los soldados que lucharon por el bando argentino. «Morir por la patria» estaba en los planes de muchos de ellos si hacía falta, el frío, el hambre y la sed era un problema que se les presentaba a rato Durante 74 días flameó la celeste y blanca, pero también en esos mismos días la injusticia y olvido estaba muy presente; lo que luego sería la desmalvinizacion. Finalmente, luego de perder 649 soldados, era hora de volver a casa, ocultos, vergonzantes.

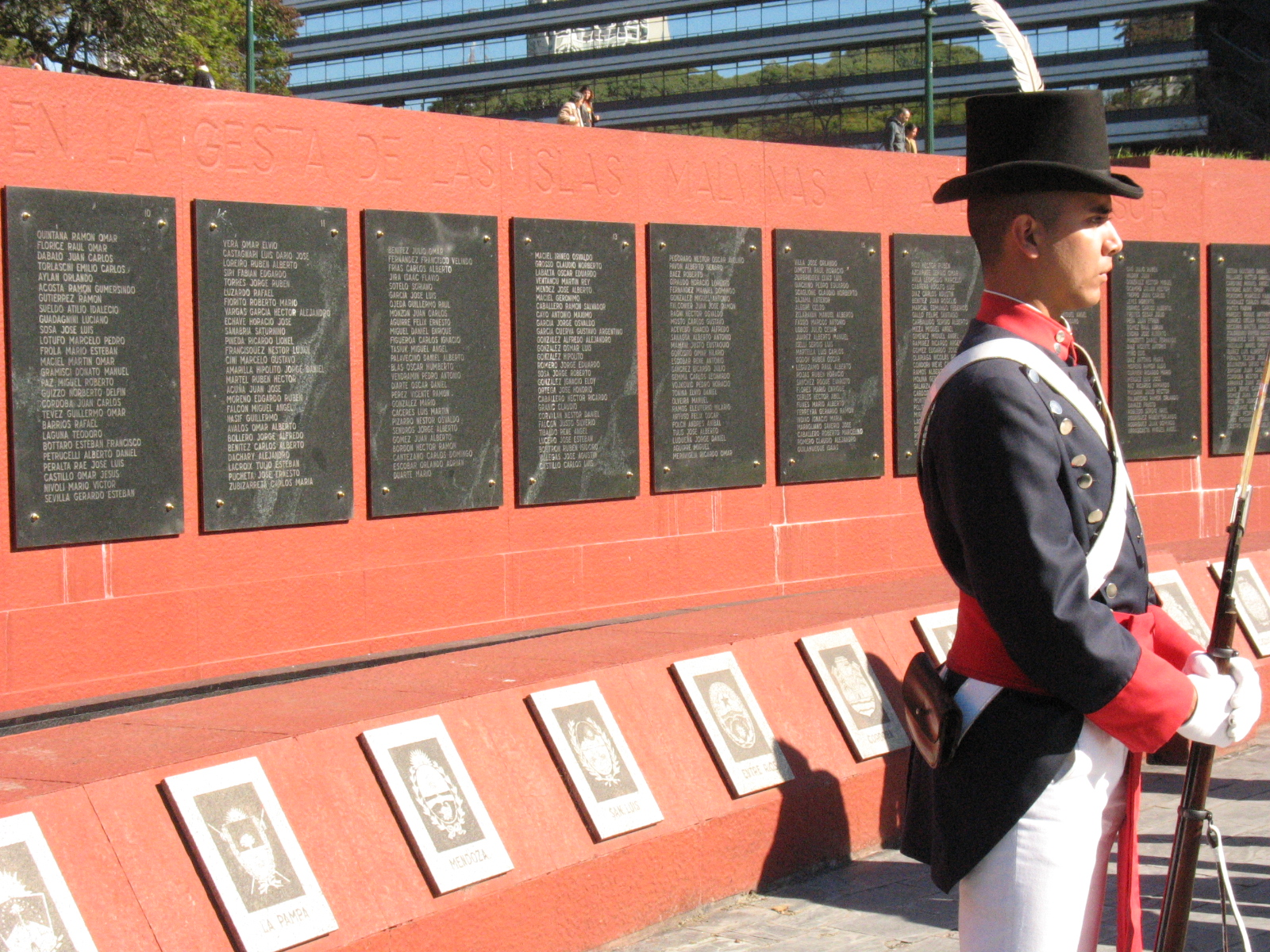
Monumento conmemorativo a los caídos en la guerra en Buenos Aires.

Así llamaron a una nota del diario Los Andes de Mendoza el 11 de julio de 1984. Esta nota habla acerca de la rendición de los argentinos por parte de las armas pero nunca por parte de sus conciencias ya que aquellas reposan y esperan. “El argentino de bien, lleva impresa en su vida, y para siempre, la palabra soberanía. Sabe que su patria está entera a pesar del intruso. Reza por ella noche a noche y en voz muy baja, le susurra: ¡Malvinas, volveremos”. Diario Los Andes, “Cada día un 2 de abril”, página 26. (11 de junio de 1984).
Nota tomada por María Delicia Rearte de Giachino, madre del primer soldado muerto en la recuperación de Malvinas, la cual es autora de un libro que se basa en cartas, notas y mensajes, reportajes y discursos relacionados con esta fecha tan importante para la vida de todos los argentinos.

## Antecedentes
Desde marzo de 1983 existía el feriado del 2 de abril con el nombre de «Día de las Islas Malvinas, Georgias del Sur y Sandwich del Sur», creado por la ley 22 769 y trasladable al día hábil siguiente cuando coincida con una festividad religiosa. Esa celebración posteriormente se cambiaría al 10 de junio conforme al decreto 901/84.
Así mismo, la ley nacional 24 160 de 1992 declaró al 2 de abril como «Día del Veterano de Guerra».
Después de 28 años de conmemoración ininterrumpida, el 19 de marzo de 2020, el presidente Alberto Fernández decretó que el feriado del 2 de abril sería trasladado al 31 de marzo de 2020 debido a la cuarentena de Argentina de 2020, provocada por la pandemia de enfermedad por coronavirus en Argentina.

## Controversias
Durante el mes de marzo de 2012, en vísperas de la Conmemoración del 30.º Aniversario de la Guerra de Malvinas, los escritores Beatriz Sarlo, Marcos Aguinis y Santiago Kovadloff junto con el periodista Jorge Lanata y la exsenadora Graciela Fernández Meijide, entre otros intelectuales, escritores, políticos y periodistas, firmaron un documento en el cual desaprueban que el 2 de abril haya sido declarado Día del Veterano y de los Caídos en la Guerra de Malvinas. En el acto central por dicha fecha patria ese mismo año, la presidenta Cristina Fernández de Kirchner cuestionó este planteamiento, calificándolos de «voces minoritarias» que «intentan desmerecer el reclamo de soberanía» sobre el archipiélago.

## Veteranos indígenas
Se estima que alrededor de 100 combatientes pertenecían a pueblos indígenas, entre ellos los pueblos Qom, Wichi, Mocoví y Mapuche.